# Jiráskův Hronov

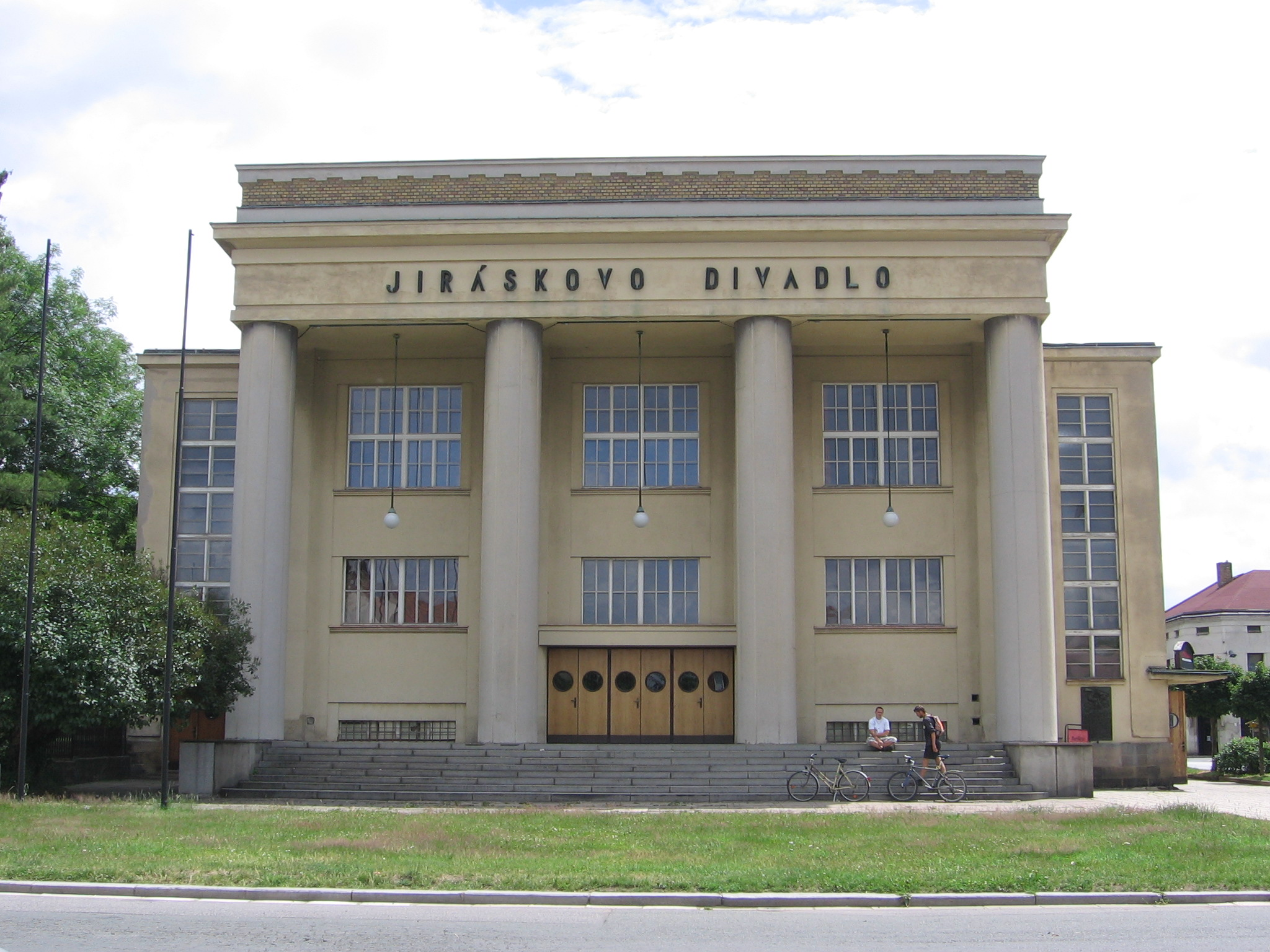
Jiráskovo divadlo v Hronově

Jiráskův Hronov je mezinárodní festival amatérského divadla v Hronově v okrese Náchod. Název nese podle místního rodáka, spisovatele Aloise Jiráska. Festival je mezidruhový, konají se tu inscenace činoherního, pohybového či experimentálního divadla. Současně s divadelními představeními se zde konají výstavy. V rámci festivalu probíhají vzdělávací semináře, workshopy či diskuzní kluby. Koná se většinou na začátku srpna.
Hlavní program tvoří výběr nejlepších inscenací z celostátní přehlídky, kam se probojovali nejlepší ochotníci z krajských přehlídek. Každoročně se kromě účinkujících zúčastní přibližně tisíc dalších účastníků.
Festival navazuje na dlouhou ochotnickou tradici města započatou zakladatelem místního divadelního spolku Antonínem Knahlem roku 1826. Vznikl v roce 1931, což jej činí jedním z nejstarších festivalů ochotnického divadla v Evropě /nejstarším festivalem v Evropě je Scénická žatva v Martině na Slovensku/. Do roku 1951 se vždy odehrála alespoň jedna inscenace, provoz festivalu nepřerušila ani druhá světová válka. Od roku 1991 se přehlídky účastní i zahraniční soubory. Jiráskův Hronov pořádá Národní informační středisko pro kulturu, na organizaci se rovněž podílí město Hronov a jeho kulturní a informační středisko. Finančně na něj přispívá i Ministerstvo kultury České republiky.